# I peccati delle città della pianura
I peccati delle città della pianura (The Sins of the Cities of the Plain) o I ricordi di Mary Ann, con brevi saggi sulla sodomia e il tribadismo è un libro pornografico scritto da un anonimo sotto lo pseudonimo di "Jack Saul"; è uno dei primissimi testi di letteratura erotica a contenuto esclusivamente omosessuale mai prodotti in lingua inglese. Le "città della pianura" sono un riferimento biblico a Sodoma e Gomorra.
Pubblicato inizialmente nel 1881 dall'editore specializzato William Lazenby in 250 copie, è stato successivamente riedito a cura di Leonard Smithers nel 1902. È stata suggerita l'ipotesi che possa essere stato in gran parte redatto dall'autore e collezionista di pornografia James Campbell Reddie con la collaborazione del pittore dei preraffaelliti Simeon Solomon, già condannato nel 1873 per "pubblica indecenza" (arrestato in un orinatoio pubblico con l'accusa di tentata sodomia).
L'opera è scritta in forma di una serie di saggi confessionali e racconta la storia del protagonista Jack Saul, un giovane dedito alla prostituzione maschile con il nome d'arte di "Mary Ann"; egli dichiara tra l'altro i essersi venduto ad uno dei suoi clienti, il signor Cambon, per 20 sterline.
Il nome dell'autore è quello di un prostituto reale in seguito descritto nello scandalo di Cleveland Street, ed anche altri partecipanti alla vicenda del 1889 appaiono qui in qualità di personaggi. John Saul, noto come "Dublin Jack", era un famoso prostituto irlandese che operava a Londra e nel corso della sua breve carriera fu coinvolto in uno scandalo a Dublino e poi in quello di Cleveland Street. Per quanto sia poco probabile che Saul abbia scritto di propria mano il libro, numerosi fatti narrati ne I peccati della città coincidono con le sue vicende biografiche e non è da escludere che "Dublin Jack" abbia collaborato in qualche misura alla stesura nel romanzo. Anche se il libro pare essere principalmente un'opera di narrativa Henry Spencer Ashbee, il bibliofilo che lo catalogò, ha proposto che Boulton e Park - un famoso duo di travestiti dell'epoca - siano stati conosciuti dall'autore nella via reale: i due apparvero difatti come imputati in un celebre caso giudiziario che li vide coinvolti nel 1871.
Nel racconto Jack Saul, in veste di "Miss Evelin", narra di come abbia incontrato Boulton (alias "Miss Laura") e Park vestiti come donne all'Haxel Hotel a Strand; si trovavano in questa occasione con il "marito" di Boulton Lord Arthur Clinton. Più tardi Jack passa la notte assieme ai due a Eaton Square, facendo la mattina seguente colazione con loro tutti e tre vestiti come fossero donne.
Il libraio francese Charles Hirsch nonché editore clandestino (coinvolto a sua volta nella stesura di Teleny) ebbe ad affermare che questo fu uno dei cosiddetti "libri socratici" che aveva venduto ad Oscar Wilde nel 1890.
James Jenkins della Valancourt Books ha detto nel 2014 che l'unica copia conosciuta dell'edizione originale del romanzo si trova oggi alla British Library; egli ha anche osservato che la ristampa effettuata nel 2012 ha rappresentato il titolo più venduto della casa editrice. Nel 2013 Valancourt ha anche ristampato le "Lettere di Laura e Eveline" (1883), originali commercializzati come un'appendice o sequel del libro.

## Edizioni in lingua inglese
- Jennings, James (ed.), Sins of the Cities of the Plain, New York: Masquerade Books, 1992, ISBN 1-56333-322-8
  - (Morris Kaplan sottolinea che l'edizione è un adattamento dell'originale in cui è stato cambiato il sesso di quasi tutti i personaggi femminili, aggiungendo ed eliminando scene: nel titolo è inoltre caduto l'articolo determinativo.)[15]
- Sins of the Cities of the Plain. [--?--]: Olympia Press, 2006, ISBN 1-59654-286-1.
- Setz, Wolfram (ed.), The Sins of the Cities of the Plain, Kansas City: Valancourt Books, 2013, ISBN 978-1-934555-31-6
  - (Con una nuova introduzione di Wolfram Setz, pp. vii-xxv.)